# Beccariophoenix madagascariensis
Beccariophoenix madagascariensis Jum. & H.Perrier è una pianta della famiglia delle Arecacee (o Palmae), endemica del Madagascar.

## Distribuzione e habitat
La specie è presente nelle foreste pluviali della costa orientale del Madagascar, sino a 1.200 m di altitudine.

## Conservazione
La Lista rossa IUCN classifica Beccariophoenix madagascariensis come specie vulnerabile.